# Оборона Львова (1769)
Оборона Львова — одно из сражений во время Барской конфедерации, произошедшее 26 июля 1769 года.
В первых днях июля 1769 года князь Ежи Марцин Любомирский и Адам Парыс, рассорившись с другими вождями конфедератов, покинули со своими отрядами укрепленные лагеря повстанцев в Лупкове и, соединившись по пути с «партией» Филиппа Радзиминьского, через Самбор, Яворов, Янов двинулись в сторону Львова, которого достигли в ночь с 25 на 26 июля. Для Марцина Любомирского главной целью экспедиции было захватить львовский гарнизон правительственных войск (пехотный и кавалерийский полки, 800 солдат) и, объединив силы, двинуться или навстречу великопольским конфедератам, или соединиться с войсками Казимира и Францишека Пулавских, сражавшихся в Великом княжестве Литовском. Силы конфедератов по разным данным насчитывали примерно от 600 до 1000 человек и 8—10 орудий.
Прибыв на место, князь отдал приказ развернуть войско «над Высоким замком в сторону Зноси», где до рассвета установили 6 пушек. Ниже этого подъема конфедераты закладывают две батареи. 
26 июля, около 6 утра, Любомирский отправил посланника к командующему львовским гарнизоном полковнику Фелициану Корытовскому с требованием немедленно открыть городские ворота; после отказа последнего артиллерия конфедератов начинает обстрел комендантского дома и ратуши. Орудия защитников открыли ответный огонь. В 10 часов было отправлено еще одно посольство. Комендант приказал посланному конфедератами трубачу сказать, что у него есть 10 минут, чтобы покинуть городские стены, и «больше не посылать его, потому что он будет наказан выстрелом в голову». На твердую позицию Корытовского повлиял подход со стороны Станислава русской кавалерии (Петрович и Герсиванов), что давало осажденным надежду на быструю деблокаду. 
Снова загрохотали пушки; на этот раз в сторону города полетели зажигательные снаряды. Во время многочасовой артиллерийской дуэли, закончившейся около 13 часов дня (князь Марцин едва не погиб от пушечного ядра), были подожжены предместья «от Усадьбы у Галицких ворот до Еврейских Усадеб»; но кто поджег, конфедераты или защитники, мнения современников разделились.
Стремясь во что бы то ни стало добиться успеха, Любомирский предлагает провести штурм, что принимается при одном условии: после захвата города солдаты смогут его разграбить. Условие оказалось неприемлемым для Парыса и Радзиминьского, и оба категорически отказались участвовать в подобной авантюре.
Подошедшая из Наварии российская конница капитана Петровича дважды неожиданно атаковала тыл конфедератов, захватив содержимое обоза князя: литавры, 6 барабанов, боеприпасы и личную карету. Несколько конфедератов были убиты и взяты в плен. 
Отряды повстанцев начинают отходить к Куликову. Казаки предпринимают еще одну попытку атаки, но она останавливается артиллерийским огнем. Капитан Петрович отводит свой отряд на несколько километров, к Сокольникам. Ночью конфедераты решают прекратить боевые действия и окончательно уйти от Львова в сторону Жолквы. 
Для князя Любомирского это стало концом его мечтам о триумфе во Львове. Провал акции становится причиной нарастающих конфликтов между повстанцами, что в конечном итоге приведет к разделению отрядов конфедерации.